# Sexus
Sexus är samma sak som semantiskt genus eller naturligt genus. För svenska språket innebär detta att någots faktiska kön kan bestämma ords morfologi, parallellt med svenskans två grammatiska genus neutrum och utrum.
Till exempel kan sexus framgå av substantivs ändelser, ändelser hos ordningstal som ej slutar på -e och adjektivs kongruensböjning:
- den gamla sköterskan
- den gamle skötaren

- den förste dansaren
- den andra dansösen

Både sköterskan och skötaren tillhör det grammatiska genuset utrum men böjs liksom adjektivet efter sina respektive sexus. Man kan därför hävda att svenskan har två parallella genussystem: ett grammatiskt och ett semantiskt.
Användningen av -a respektive -e i modern svenska är dock inte entydigt knuten till sexus. Mycket annat spelar också in, bland annat stilläge. Exempelvis kan samma språkbrukare skriva "den gamle mannen" men "den där coola snubben", trots att vederbörande använder "han" för att beteckna såväl "mannen" som "snubben". I vissa fall används -e i skrift därför att det upplevs som det enda korrekta. Dock är det enligt språkvårdare korrekt att använda -a i alla situationer. -e används också även i riksspråket ibland med andra syftningar än människor som omnämns med "han", exempelvis för hästar (men då företrädesvis hanhästar), eller för kvinnor med könsneutrala yrkesbeteckningar ("landstingets nye ordförande", använt om en kvinna).
Dialektalt förekommer även han och hon med betydelsen "den" om ting, men då handlar det om grammatiskt genus. Det könsneutrala pronomenet hen medför ett tredje, obestämt sexus.